# Les Bibliophiles de France
Les Bibliophiles de France est une société de défense et d’illustration de la langue française, dont l'objectif est l’édition d’ouvrages illustrés de bibliophilie en tirage limité, répondant à des critères de qualité très élevés quant à la typographie, à la mise en pages et à la gravure. 

## Histoire, auteurs, illustrateurs
Les Bibliophiles de France est une société d'éditions bibliophiles créée en 1948 par la fusion de différentes associations beaucoup plus anciennes. La société réunit des amateurs de livres, qui ont porté au premier rang la défense et l’illustration de la littérature en langue française, ainsi que la promotion d'artistes reconnus dans le domaine de la gravure.
Les éditeurs s'attachent notamment à maintenir une tradition de composition mobile au plomb pour les textes publiés, en faisant appel, par exemple, à l'expertise des typographes de l'atelier du Livre d'art et de l'Estampe de l'Imprimerie nationale. 

### Auteurs publiés
- Hans Christian Andersen
- Guillaume Apollinaire
- Marcel Aymé
- Jules Barbey d'Aurevilly
- Vincent Bardet
- Jacques Brel
- Roger Caillois
- Blaise Cendrars
- René Char
- Juliette Darle
- Philippe Delaveau
- Fernando de Rojas
- André Dhôtel
- Denis Diderot
- Jean Follain
- Xavier Forneret (et André Breton)
- Marquis de Foudras
- Jean Giono
- Julien Gracq
- Eugène Guillevic
- Homère
- Francis Jammes
- Saint Jean
- Jean-Marie Gustave Le Clézio
- Herman Melville
- Jules Michelet
- Nostradamus
- Jules Renard
- Arthur Rimbaud
- Pierre de Ronsard
- Jean-Paul Sartre
- Léopold Sédar Senghor
- William Shakespeare
- Roger Vercel
- Paul Verlaine
- Paul Vialar
- Kenneth White
- Marguerite Yourcenar

### Illustrateurs
- Nicolas Alquin
- Mario Avati
- Julius Baltazar
- Alain Bar
- Guy Bardone
- Gérard Blanchet
- Jacques Boullaire
- Pierre-Eugène Clarin
- Lucien Coutaud
- Albert Decaris
- Érik Desmazières
- René Genis
- Claude Hertenberger
- André Jacquemin
- Catherine Keun
- Michel King
- Maurice Lalau
- Christian Lernould
- Aymar de Lézardière
- Malo-Renault
- Jean-Michel Mathieux-Marie
- André Minaux
- Hélène Nué
- Jean Picart Le Doux
- Édouard Pignon
- Patrice Pouperon
- Annie Proszynska
- Jacques Ramondot
- Jacqueline Ricard
- J.J.J. Rigal
- A. J. Roulet
- Gottfried Salzmann
- Simon Segal
- Tony Soulié
- A.D Steinlen
- Dominique Van der Veken
- Christiane Vielle
- Zao Wou-Ki